# Campeonato nacional de Estados Unidos 1908
Lista de los campeones del Campeonato nacional de Estados Unidos de 1908:

## Senior

### Individuales masculinos
William Larned vence a  Beals Wright, 6–1, 6–2, 8–6

### Individuales femeninos
Maud Barger-Wallach vence a  Evelyn Sears, 6–3, 1–6, 6–3

### Dobles masculinos
Fred Alexander /  Harold Hackett vencen a  Raymond Little /  Beals Wright, 6–1, 7–5, 6–2

### Dobles femeninos
Evelyn Sears /  Margaret Curtis vencen a  Carrie Neely /  Miriam Steever, 6–3, 5–7, 9–7

### Dobles mixto
Edith Rotch /  Nathaniel Niles vencen a  Louise Hammond Raymond /  Raymond Little, 6–4, 4–6, 6–4
| Predecesor: 1907                         | Campeonato nacional de Estados Unidos 1908 | Sucesor: 1909                           |
| Predecesor: Campeonato de Wimbledon 1908 | Grand Slam 1908                            | Sucesor: Campeonato de Australasia 1909 |

- Datos: Q2411469